# Dipol
În electromagnetism, sunt cunoscute două tipuri de dipoli:
- Un dipol electric, o distribuție polarizată spațială de sarcini electrice.
- Un dipol magnetic[1][2]

Dipolii pot fi caracterizați prin momentul electric dipolar și momentul magnetic, care sunt mărimi fizice vectoriale.

## Dipoli moleculari

Molecula de dioxid de carbon CO_{2} are o geometrie liniară, astfel că momentul dipolar este zero.

Multe molecule sunt caracterizate de un moment dipolar, care se datorează distribuției neuniforme între sarcinile negative și pozitive ale diferiților atomi constituenți. Astfel de compuși sunt cei cu molecule polare, precum fluorura de hidrogen HF, în care densitatea electronică este inegal distribuită între atomi. 
Chimistul-fizician Peter Debye a fost primul care a studiat conceptul de moment electric dipolar aplicat la nivel molecular, iar în onoarea sa momentul dipolar se măsoară în debye. Valorile momentelor dipolare pot fi calculate prin măsurarea constantei dielectrice. Câteva exemple de valori pentru faza gazoasă, măsurate în debye, sunt:
- dioxid de carbon: 0
- monoxid de carbon: 0.112 D
- ozon: 0.53 D
- fosgen: 1.17 D

Astfel, pentru molecule se definesc trei tipuri de dipoli:
- Dipol permanent, datorat diferenței mari de electronegativitate dintre atomii moleculei
- Dipol instantaneu, vezi forță de dispersie London
- Dipol indus, datorat „inducerii de dipol” într-o moleculă de către un dipol permanent